# Rétrofuturisme
Pour les articles homonymes, voir Rétro, Futur (homonymie) et Futurisme.
 (novembre 2023).
Si vous disposez d'ouvrages ou d'articles de référence ou si vous connaissez des sites web de qualité traitant du thème abordé ici, merci de compléter l'article en donnant les références utiles à sa vérifiabilité et en les liant à la section « Notes et références ».
 (3 avril 2025).
- Si vous ne connaissez pas le sujet, laissez ce bandeau (vous pouvez alors contacter les auteurs).
- Si vous supprimez le contenu mis en cause (vous pouvez préalablement contacter les auteurs),

argumentez précisément cette suppression dans la page de discussion
(un manque de référence n'est pas un argument ; une recherche réelle de référence doit avoir été effectuée, être formellement documentée).
Le rétrofuturisme est une tendance, en design et dans les arts créatifs, inspirée de la façon dont le futur, le progrès et la science-fiction étaient imaginés dans le passé. 

## Étymologie
Le mot « retrofuturism » a été inventé par Lloyd Dunn en 1983, dans le magazine artistique de niche Retrofuturism, publié de 1988 à 1993.

## Caractéristiques

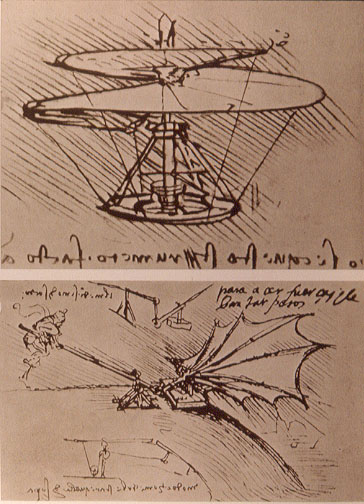
Projet de vis aérienne et d'ornithoptère, de Léonard de Vinci.

Le rétrofuturisme intègre deux tendances qui se chevauchent : la première tendance est un futur imaginé par des écrivains, des artistes et des cinéastes avant les années 1960, qui ont tenté de prédire l'avenir, que ce soit dans les projections graves du développement de la technologie existante (par exemple dans des magazines comme Science and Invention (en)) ou dans les romans et les histoires de science-fiction. 

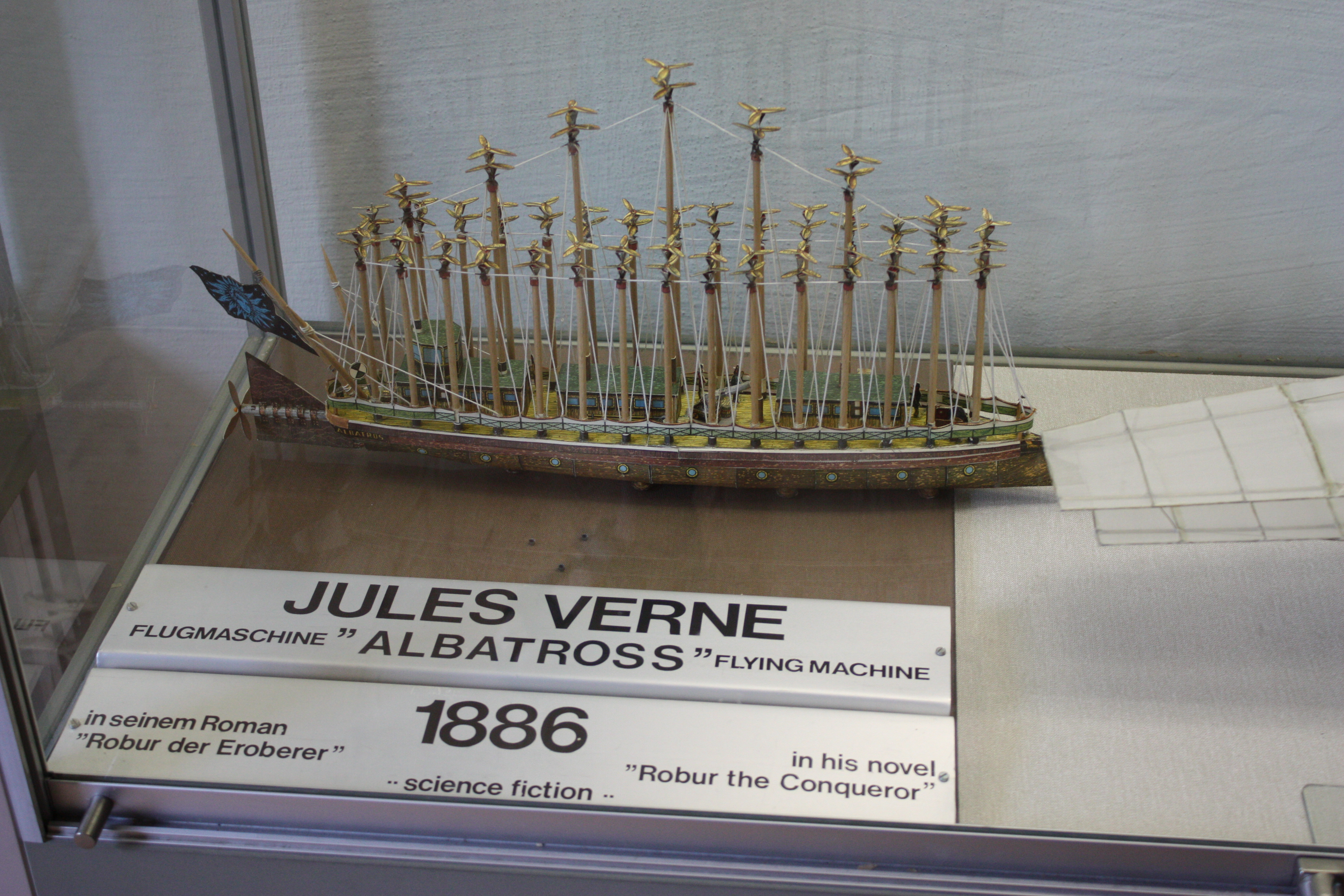
Maquette du bateau hélicoptère volant Albatros, du roman de science-fiction Robur-le-Conquérant, de Jules Verne (1886).

La deuxième tendance est à l'inverse de la première. Elle mélange les styles artistique et vestimentaire, ainsi que les mœurs du passé aux technologies modernes ou futuristes, ce qui crée un ensemble d'éléments à la fois passés, présents et futurs. Le steampunk (et dieselpunk) est un terme désignant la projection de la technologie futuriste dans une ère victorienne alternative du XIXe siècle, et l'application de styles Néo-Victoriens à la technologie moderne. Un exemple est le film Space Station 76 de 2014, où la civilisation humaine semble s'être répandue dans les étoiles, mais où les costumes, les objets du quotidien, l'électronique domestique et les mœurs renvoient directement au milieu des années 1970.

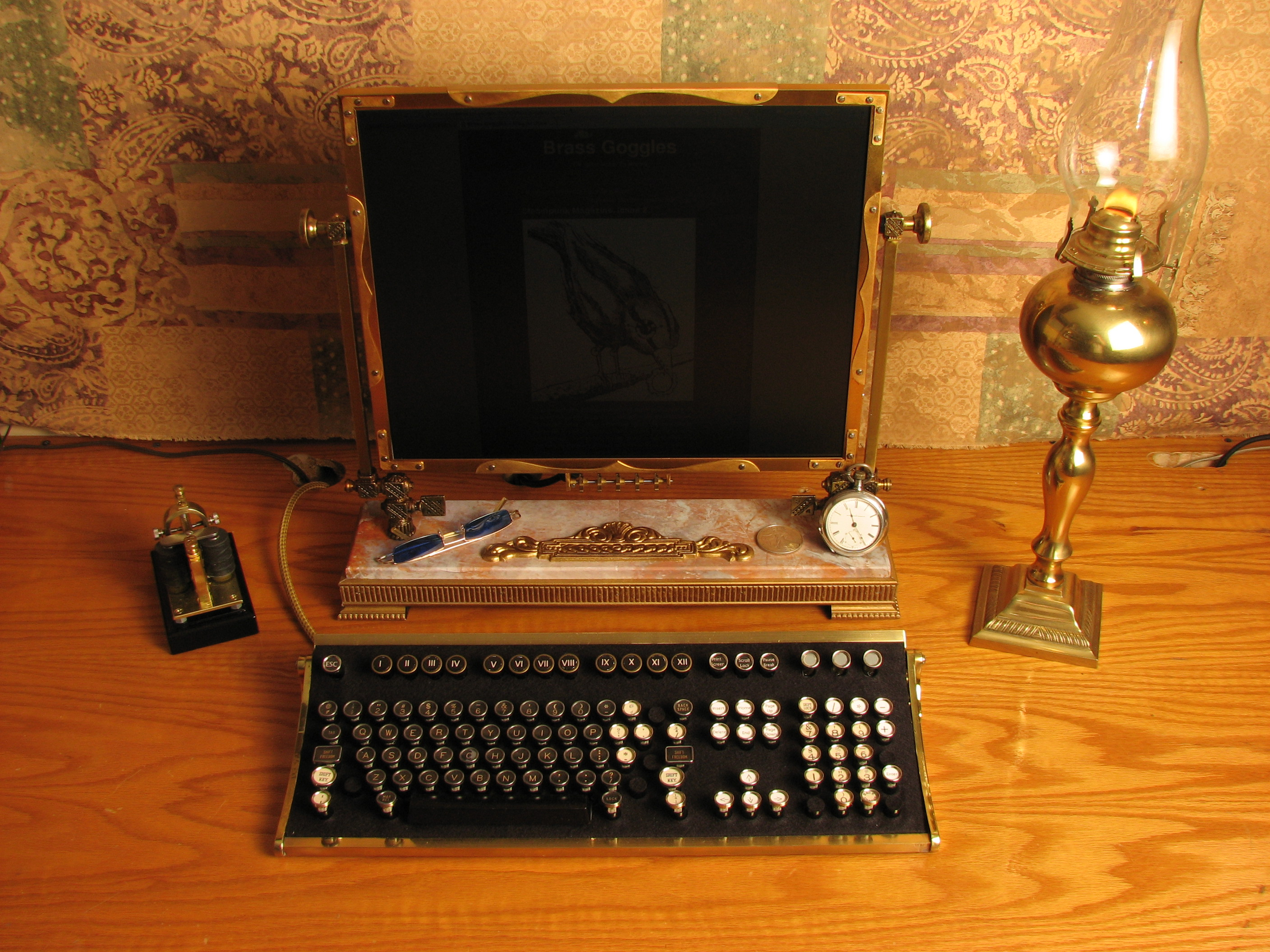
Ordinateur personnel dans un style rétrofuturiste steampunk.

Dans la pratique, les deux tendances ne peuvent pas être nettement distinguées, car elles contribuent mutuellement à des visions similaires. Le premier type de Rétrofuturisme est inévitablement influencé par la prise de conscience scientifique, technologique et sociale moderne. Ainsi, les créations Rétrofuturistes ne sont jamais simplement des copies de leurs inspirations pré-1960. Le rétrofuturisme s'inspire toujours du contexte historique de l'époque à laquelle il est pensé. Le futur tel qu'il est imaginé de nos jours diffère du futur tel qu'on l'imaginait dans les années 1960. 
Dans un sens, le rétro-futurisme doit beaucoup de sa saveur au début de la science-fiction (par exemple les œuvres de Jules Verne et H. G. Wells) et, dans une quête d'authenticité stylistique il s'inspire des artistes et écrivains de la période pendant laquelle ce monde futuriste est imaginé.
Ces deux tendances rétrofuturistes ne renvoient jamais à un moment précis, mais à un présent contrefactuel avec une technologie unique, une version fantasmée du futur, ou un passé alternatif dans lequel les inventions imaginées par le passé sont devenues bien réelles (comme le zeppelin en tant que moyen de transport répandu). Les exemples incluent le film Capitaine Sky et le Monde de demain, situé dans un 1939 imaginaire, ou de Rocketeer, se déroulant en 1938.

## Dessins et arts graphiques

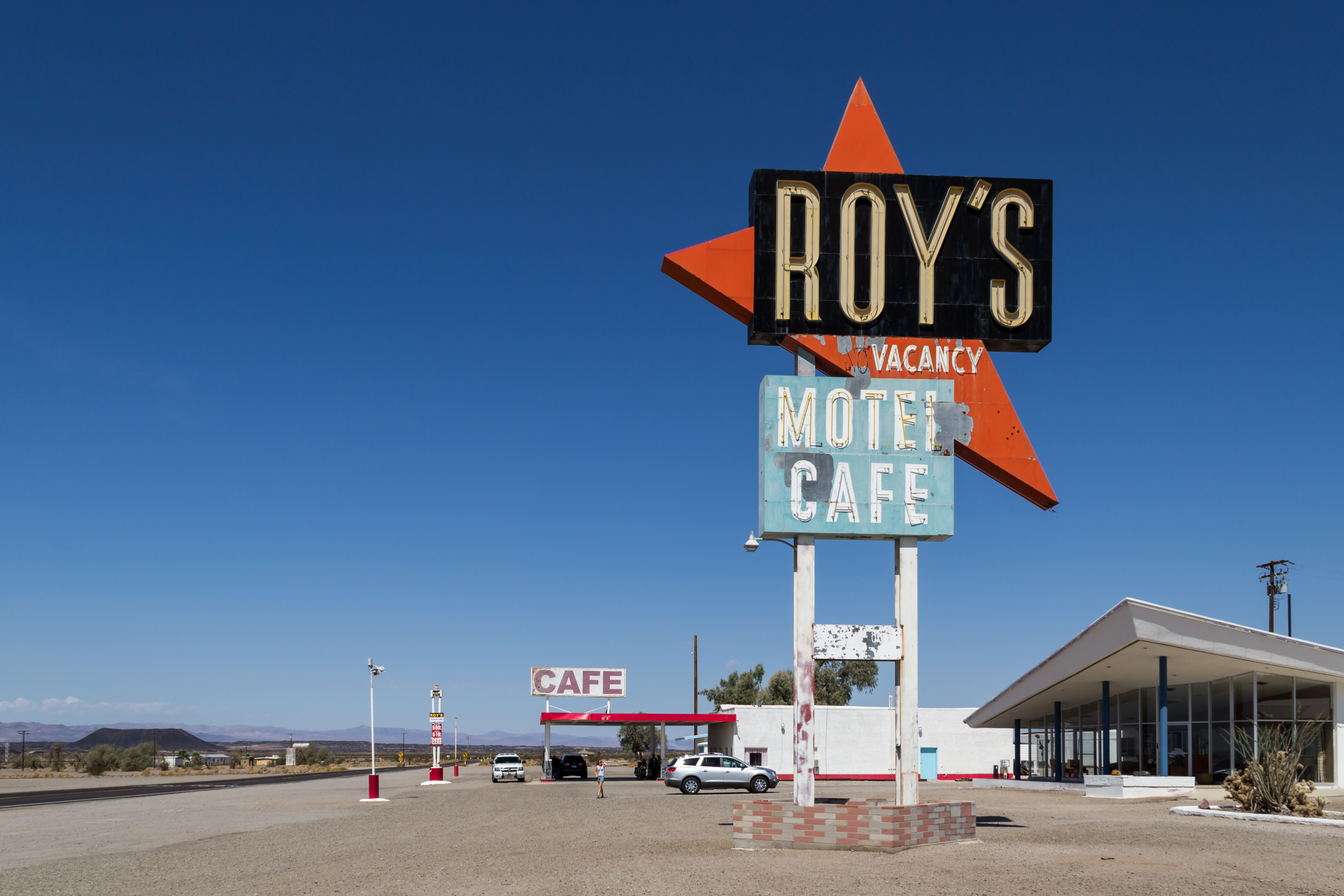
Motel et enseigne Googie, du Roy's Motel and Café sur la route 66 à Amboy en Californie, en direction de Los Angeles.

Une grande attention est portée aux machines fantastiques, aux bâtiments, aux villes et aux systèmes de transport. La conception esthétique futuriste du début du XXe siècle tend vers des couleurs unies, des formes simplifiées, à une échelle immense. On pourrait dire[style à revoir] que la vision futuriste du XXe siècle a trouvé son expression ultime dans le développement du design de Googie ou Populuxe[source secondaire souhaitée]. Tel qu'il est appliqué à la fiction, ce style visuel rétrofuturiste est également défini comme le Raygun Gothic (en), un terme fourre-tout qui désigne un style visuel qui intègre les différents aspects du Googie, style « paquebot »  et des styles architecturaux Art déco lorsqu'il est appliqué à un environnement rétrofuturiste de science-fiction.
Bien que le Raygun Gothic soit le plus semblable, et parfois même défini comme un synonyme, au style Googie ou Populuxe, ce terme est principalement appliqué à des images de science-fiction. Ce style est également toujours un choix populaire pour la science-fiction rétro dans les films et les jeux vidéo. Les premières influences du style Raygun Gothic sont les décors de Kenneth Strickfaden (en) et Fritz Lang.
Le terme a été inventé par l'écrivain William Gibson dans son histoire The Gernsback Continuum (en) :

« Cohen nous présente Dialta (un historien notoire du pop art) et nous dit qu'il était l'inspiration pour le projet Barris Watford, — une histoire illustrée de ce qu'elle appelle American Streamlined Modern. Cohen l'appelle "Raygun Gothic". Leur titre du projet était The Airstream Futuropolis: The Tomorrow That Never Was. »

## Mode
Les vêtements futuristes sont des vêtements qui pourraient être portées dans un avenir lointain. On les trouve[style à revoir] généralement dans la science-fiction littéraire et les films de science-fiction des années 1940, mais aussi dans d'autres cultures populaires. Les vêtements ont été le plus souvent envisagés soit comme une seule pièce de vêtements, ou comme des vêtements moulants, ou bien les deux, finissant généralement par ressembler à une combinaison ou un justaucorps, souvent portées avec des bottes en plastique. Dans certains cas, il y a une hypothèse selon laquelle les vêtements de l'avenir seront uniformisés[source secondaire souhaitée].
Le cliché des vêtements futuristes fait désormais partie de l'idée même de rétrofuturisme. La mode futuriste joue sur ces stéréotypes désormais galvaudés, et les recycle comme des éléments de mode vestimentaire dans le monde réel.
« Nous avons effectivement vu ce look se répandre dès 1995, pourtant ça n'a pas été une mode vestimentaire largement populaire ou même acceptable, même en 2008 », a déclaré Brooke Kelley, rédacteur en chef de mode et écrivain dans Glamour. « Au cours des 20 dernières années, la mode a examiné les temps du passé, décennie par décennie, et ce que nous voyons maintenant, c'est une combinaison de différentes époques dans un look complet. La Mode du Future est un style au-delà de tout ce que nous n'avons pas encore osé porter […]. »

## Architecture
Le rétro-futurisme est apparu dans quelques exemples de l'architecture postmoderne. Par exemple, la partie supérieure d'un immeuble n'est pas destinée à être intégrée au bâtiment, mais plutôt à apparaître comme un objet séparé - une énorme soucoupe volante ou un vaisseau spatial seulement « attaché » à un building conventionnel. Cela semble destiné à ne pas évoquer un avenir possible, mais plutôt un imaginaire passé de cet avenir, ou un clin d'œil à l'architecture futuriste Googie.

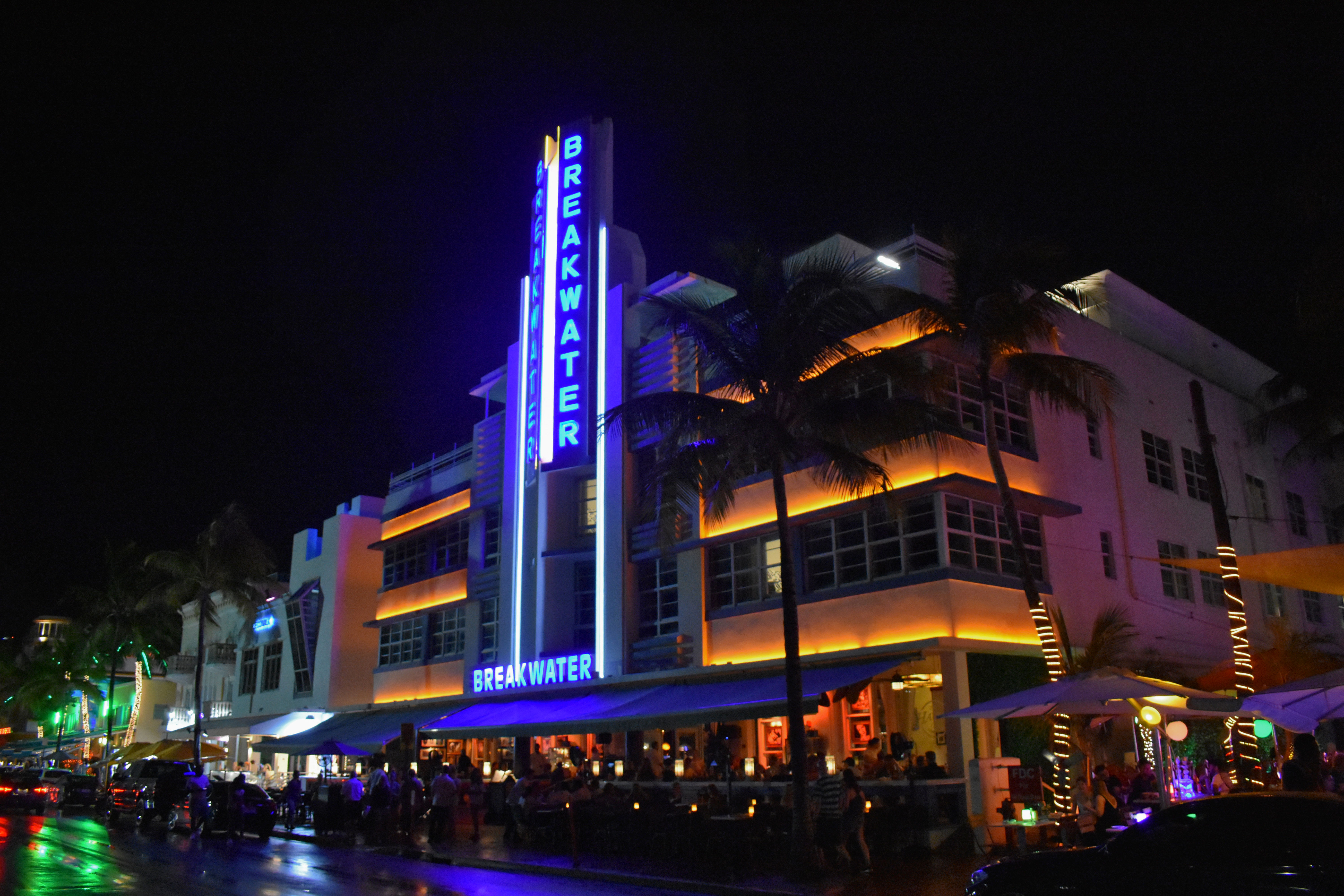
Breakwater Hotel, style « paquebot » Art déco de Miami (années 1920).
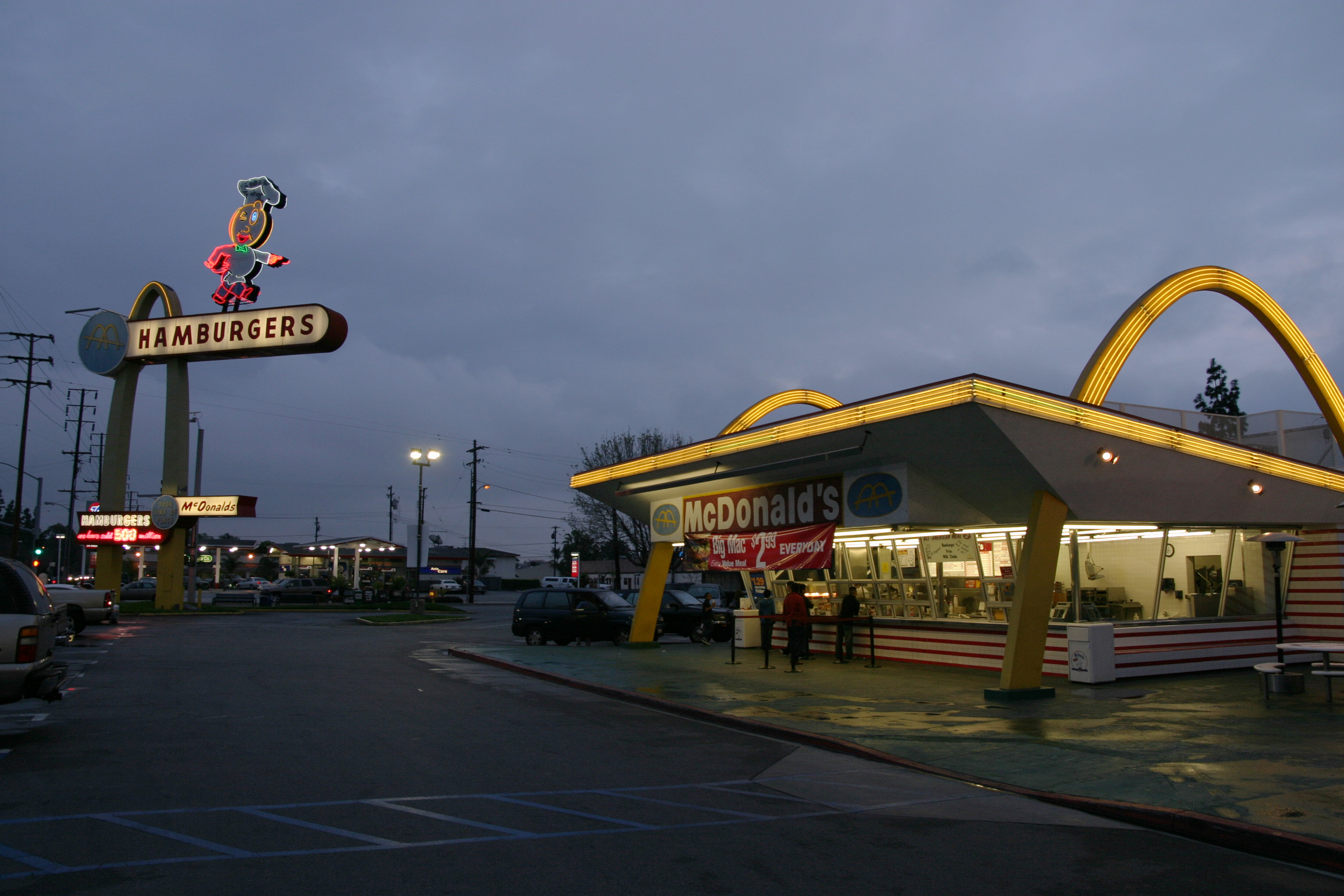
Musée McDonald's Googie, de Downey en Californie (1953).
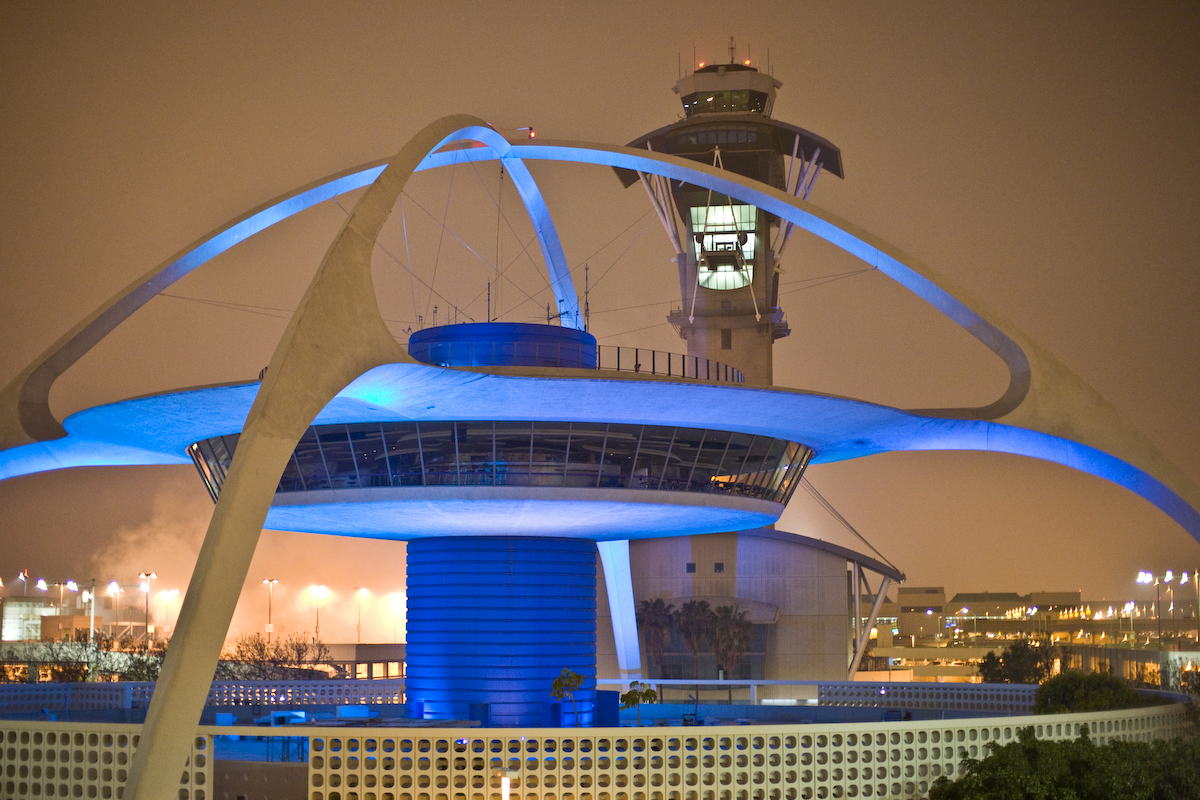
Le Theme Building Googie (1961) de l’aéroport international de Los Angeles, inspiré d'un vaisseau spatial.
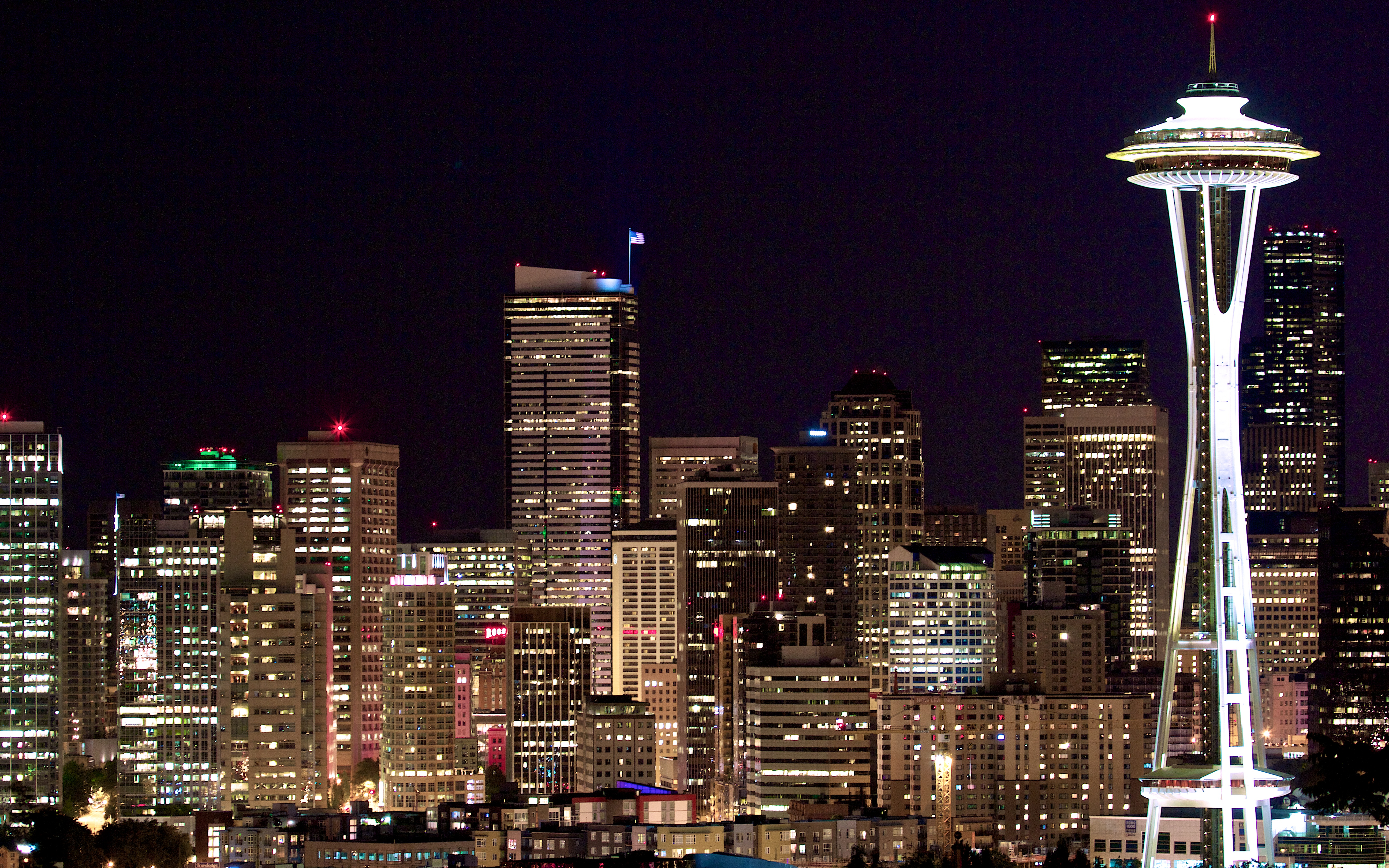
Space Needle de Seattle, de l'Exposition universelle de 1962.

## Voitures
Les constructeurs automobiles américains créent, en particulier dans les années 1950, une importante série de concept cars (pour leur publicité et leur image innovante) inspirés des prémices et perspectives futuristes et de science-fiction de l'ère du jet et de l'ère spatiale américaine des années 1950, avec entre autres des solutions design et techniques innovantes pour l'époque, en fibre de verre, avec ailerons inspirés de l’aéronautique, en forme de réacteur d'avion, ou cockpit et portes papillon en plexiglas..., éléments en partie repris dans le design de nombreux modèles de série de l'époque, dont les Ford Thunderbird ou Cadillac Eldorado...

Quelques concept cars américains des années 1950
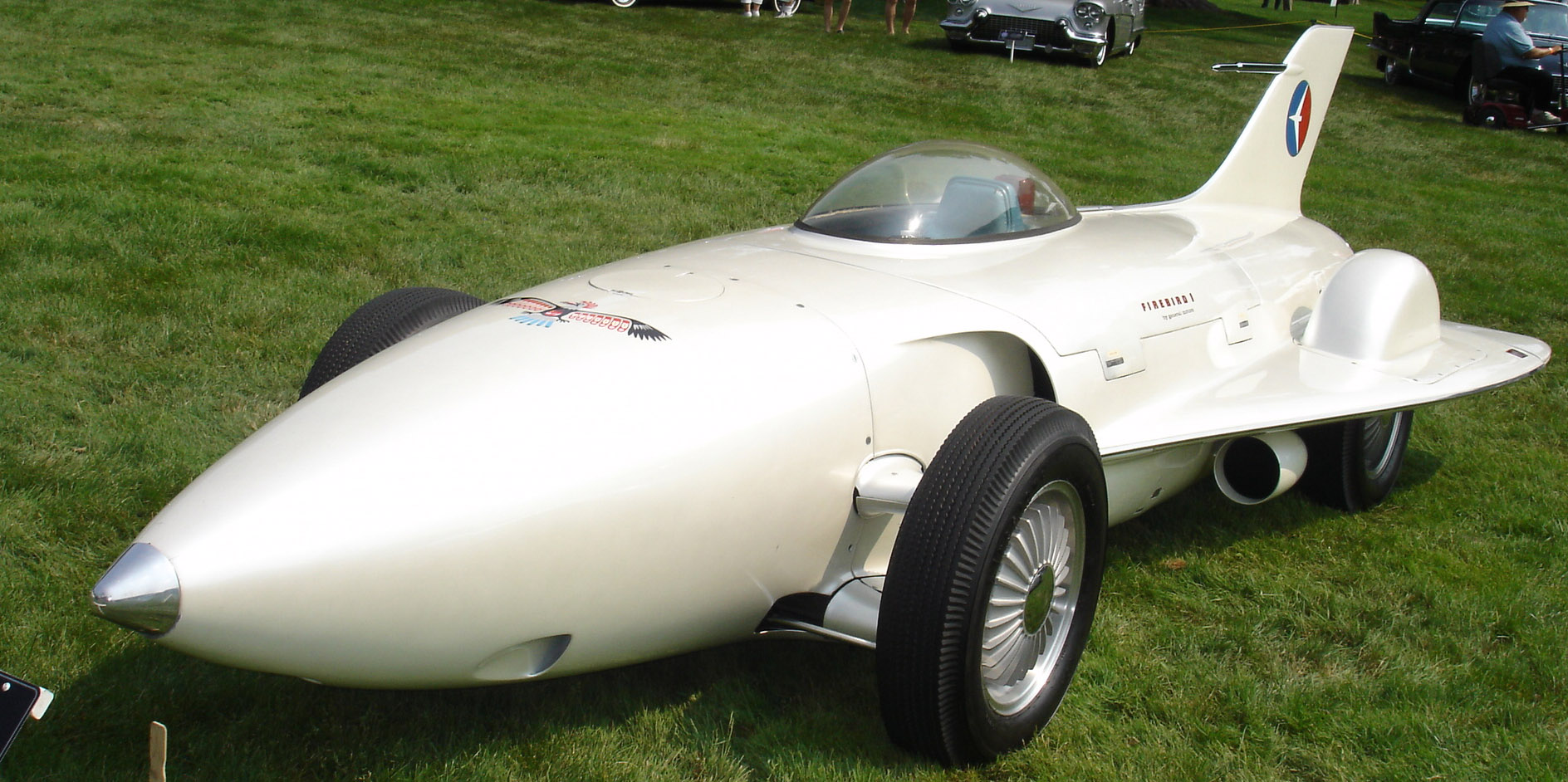
General Motors Firebird I (1953).
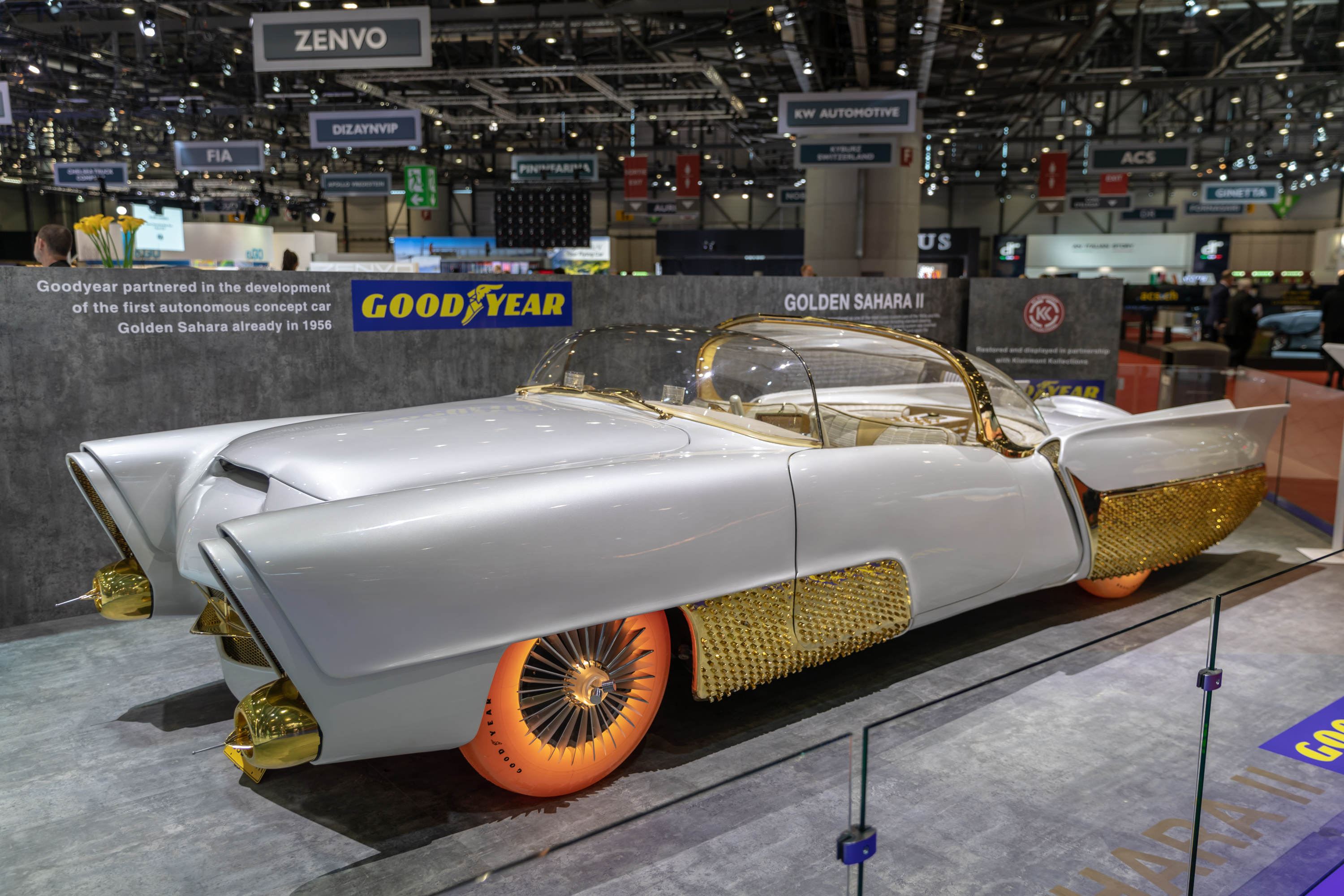
Golden Sahara II (1953).
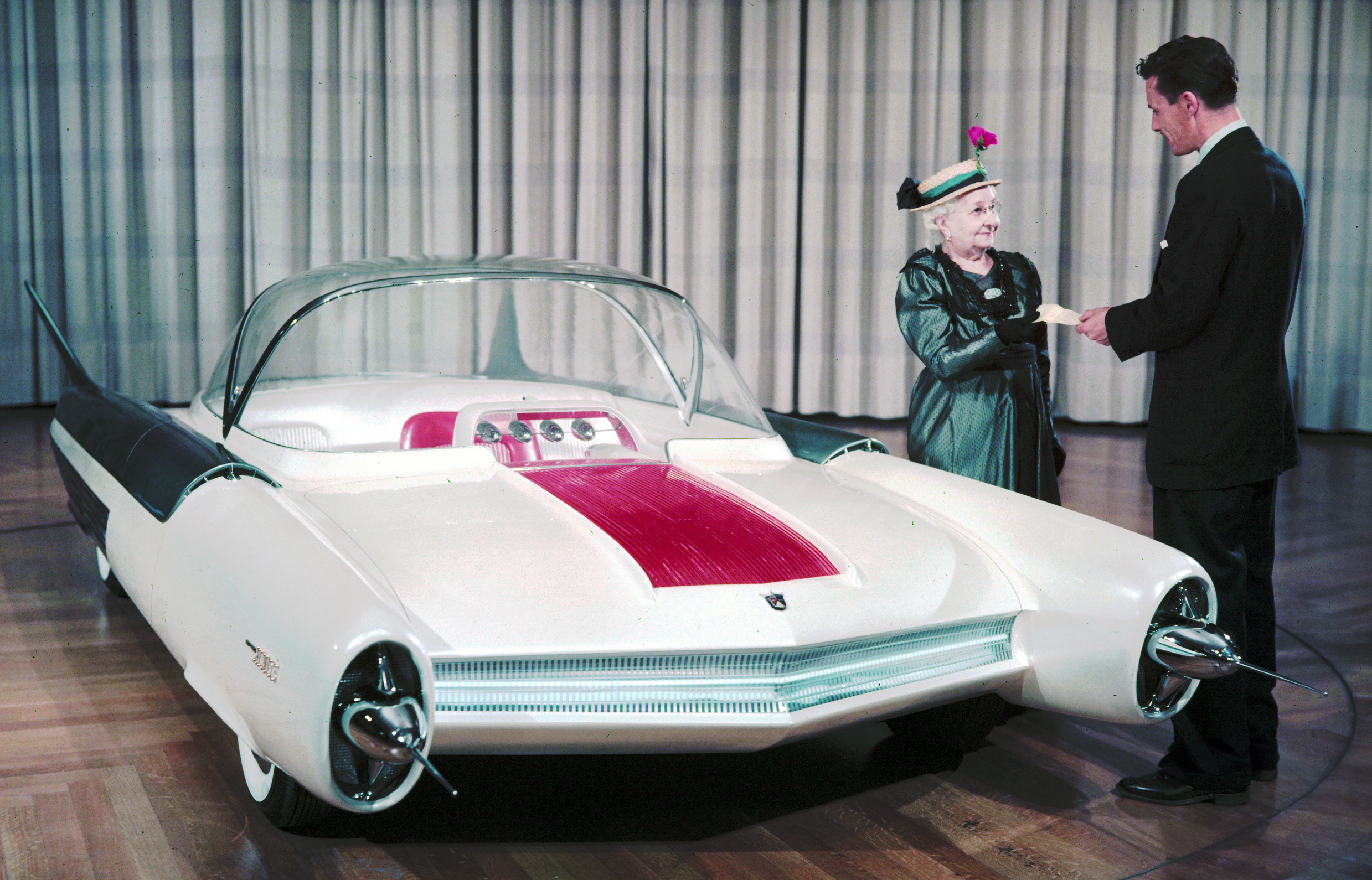
Ford FX-Atmos (1954).
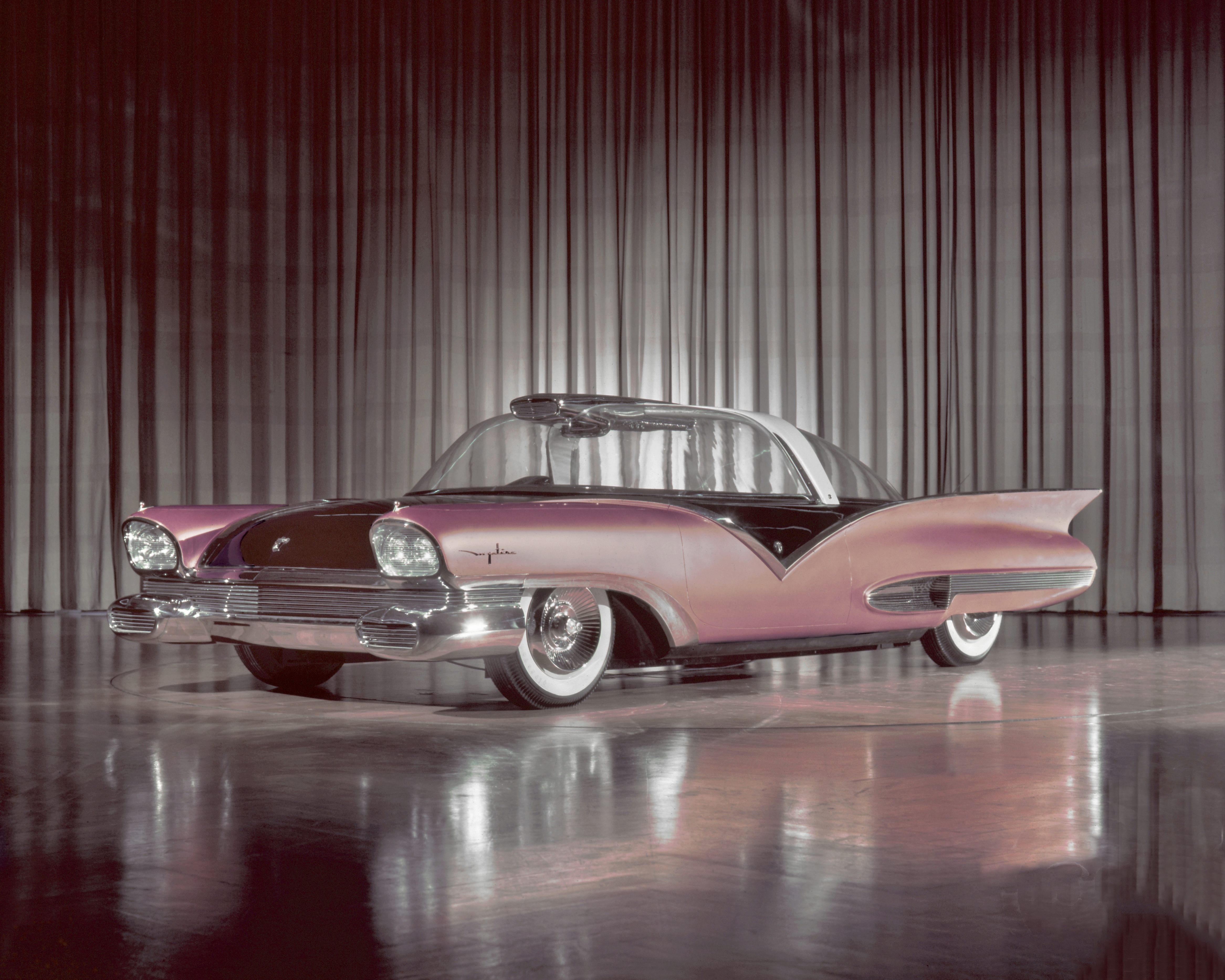
Ford Mystere (1955).
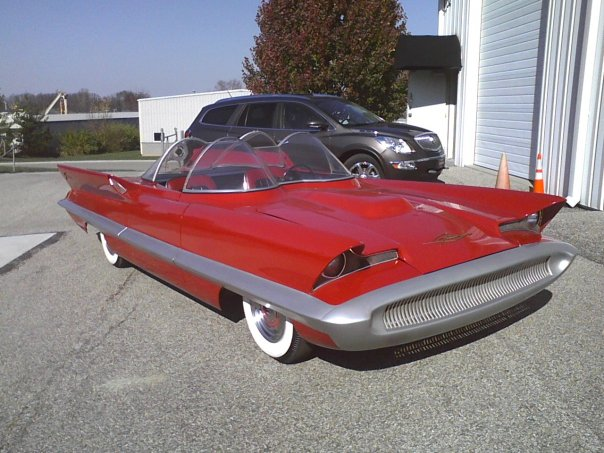
Lincoln Futura (1955).
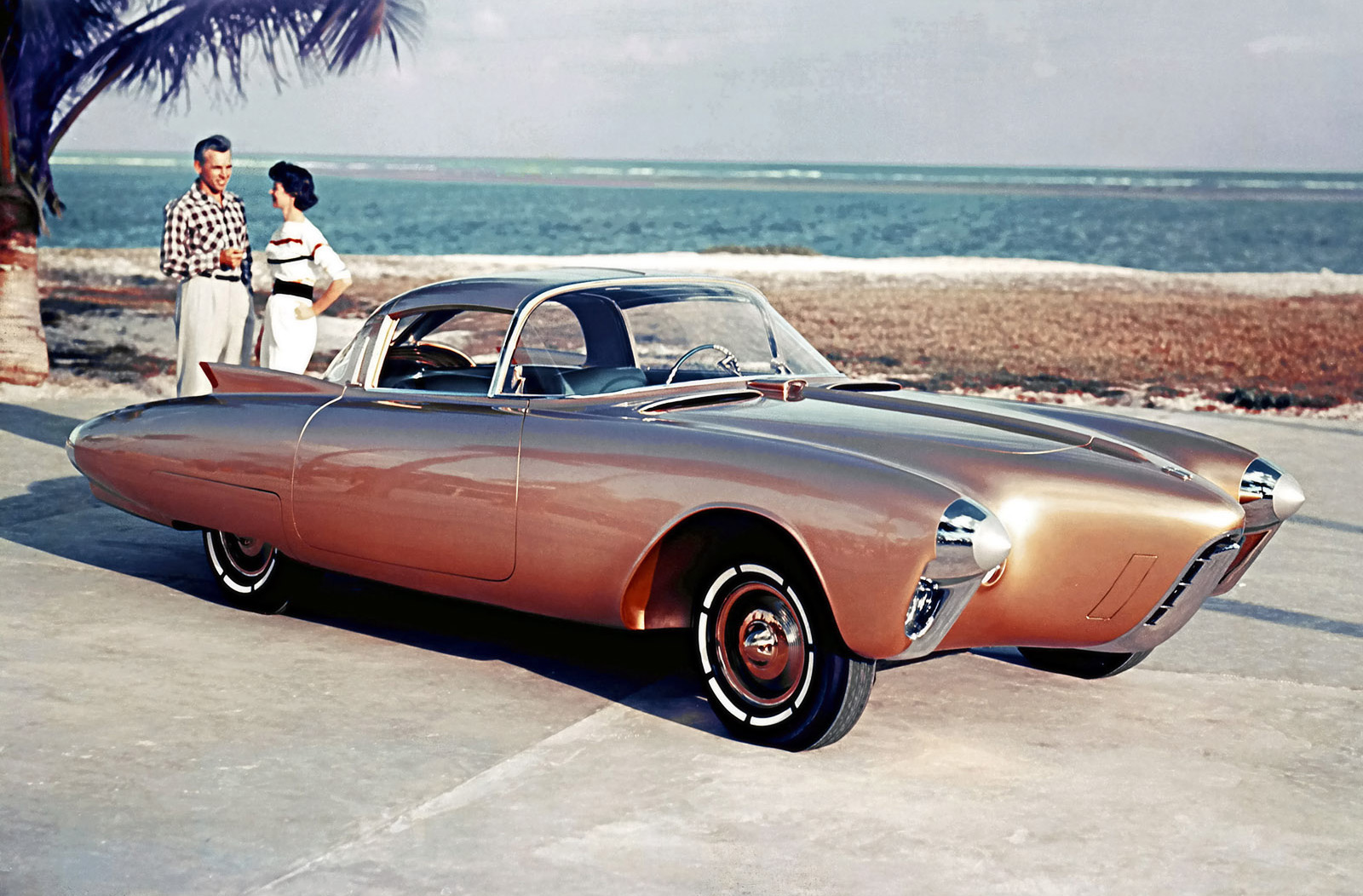
Oldsmobile Golden Rocket (1956).
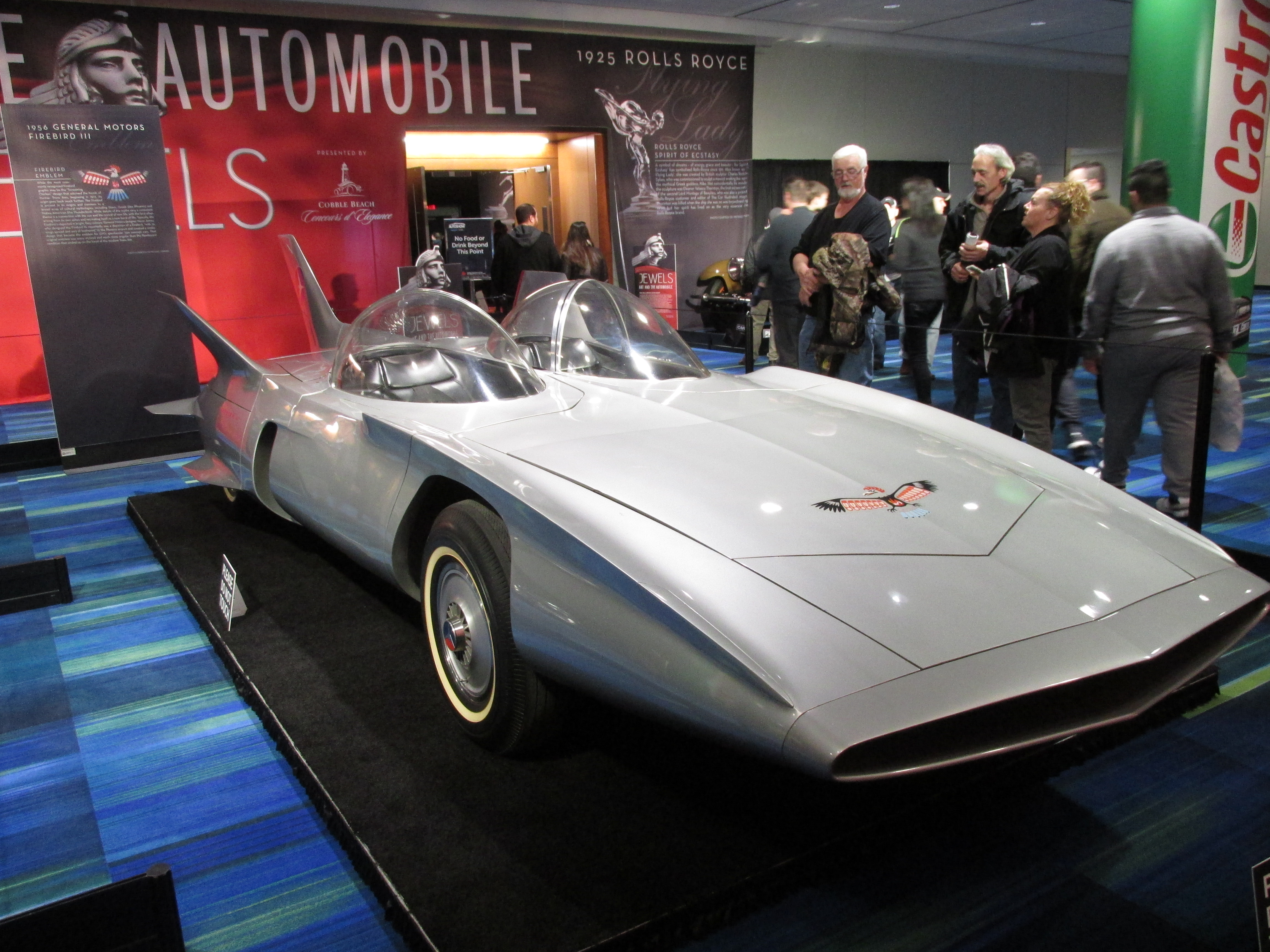
General Motors Firebird III (1958).
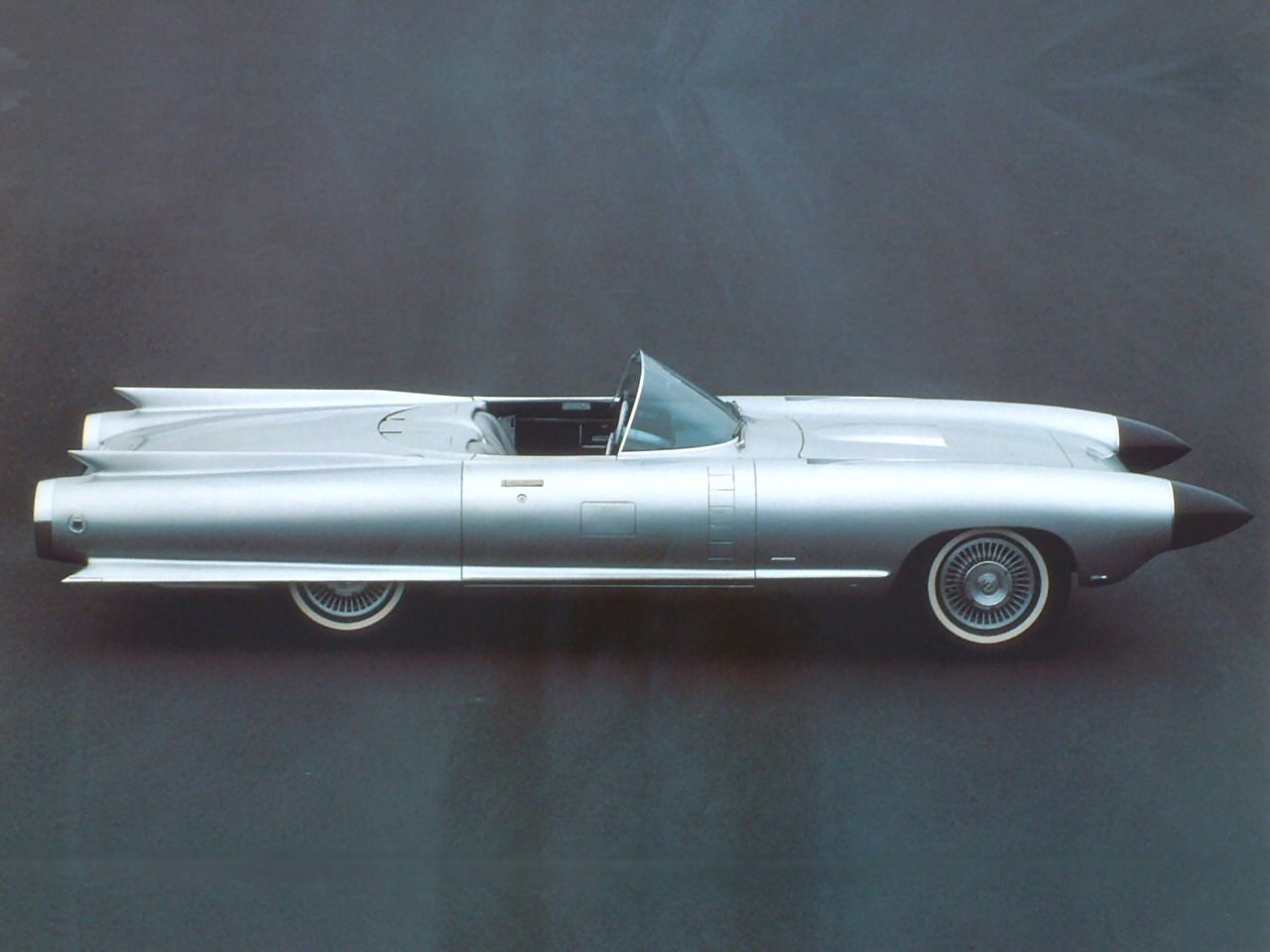
Cadillac Cyclone (1959).
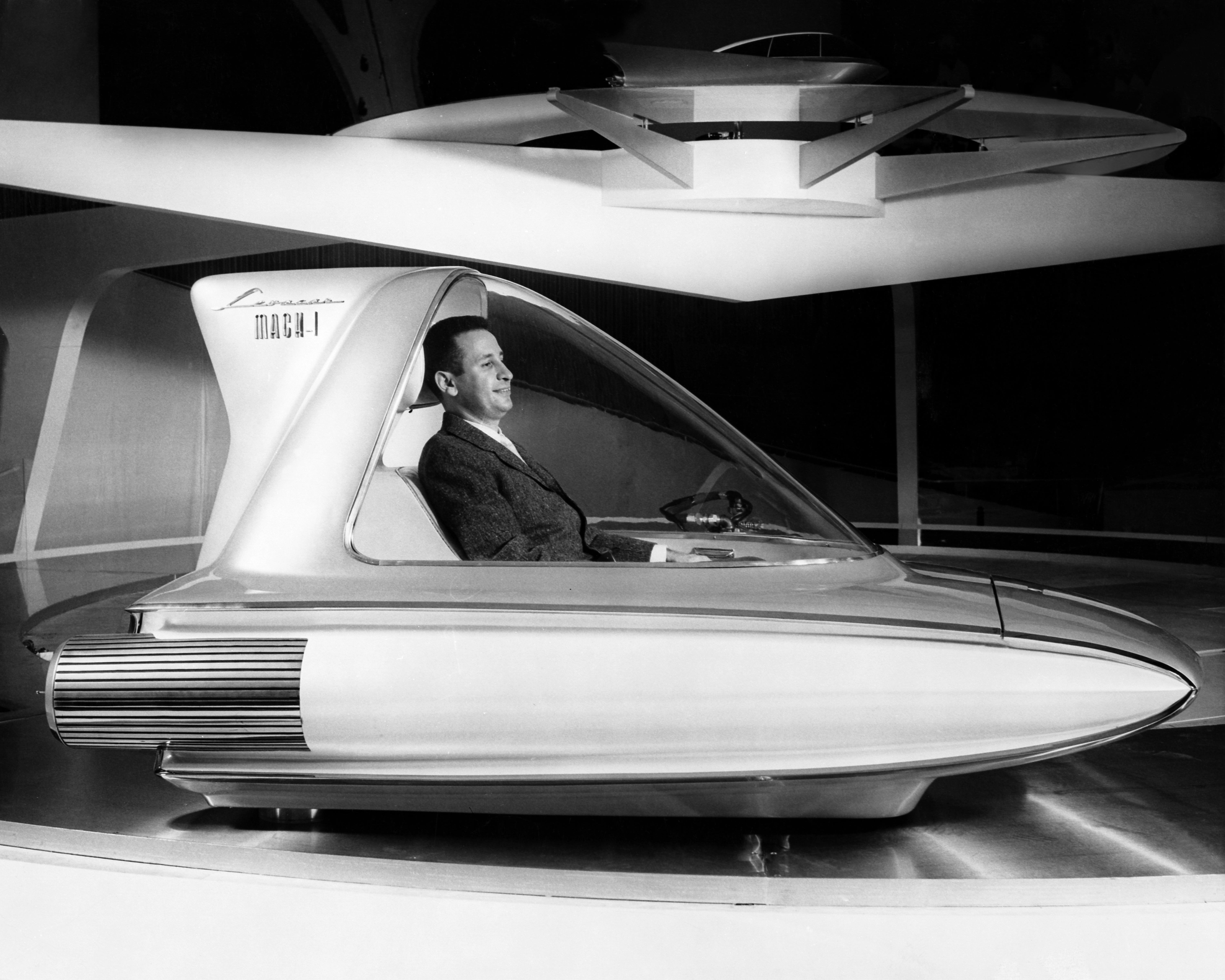
Ford Levicar (1959).

## Cinéma
De très nombreux scénarios de films sont inspirés de thèmes « rétrofuturistes », et de nombreux films avantgardistes et futuristes pour leur époque, sont devenus avec le temps rétrofuturistes, dont : 
- 1953 : James Bond : les premiers films de la saga James bond.
- 1958 : Mon oncle, de Jacques Tati.
- 1966 : Star Trek, de Gene Roddenberry.
- 1985 : Retour vers le futur (trilogie), d'Universal Pictures.
- 1995 : La Cité des enfants perdus, de Marc Caro et Jean-Pierre Jeunet.
- 1996 : Mars Attacks!, de Tim Burton, avec Jack Nicholson.

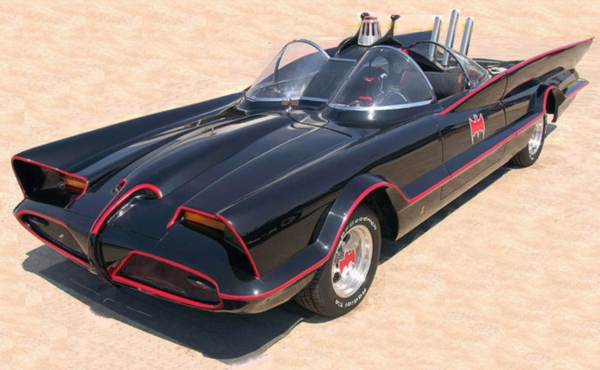
Batmobile (années 1960).
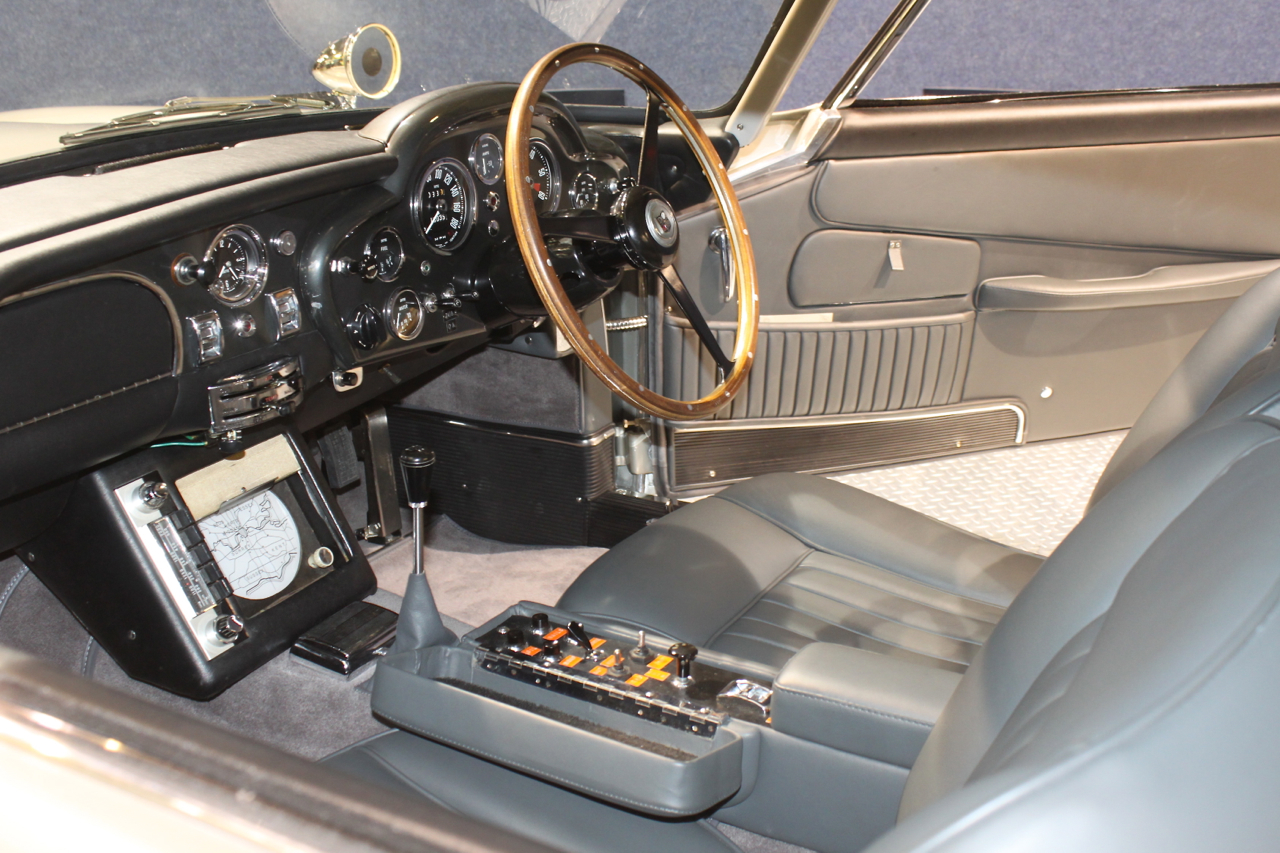
Aston Martin DB5, de James Bond 007 (1964).
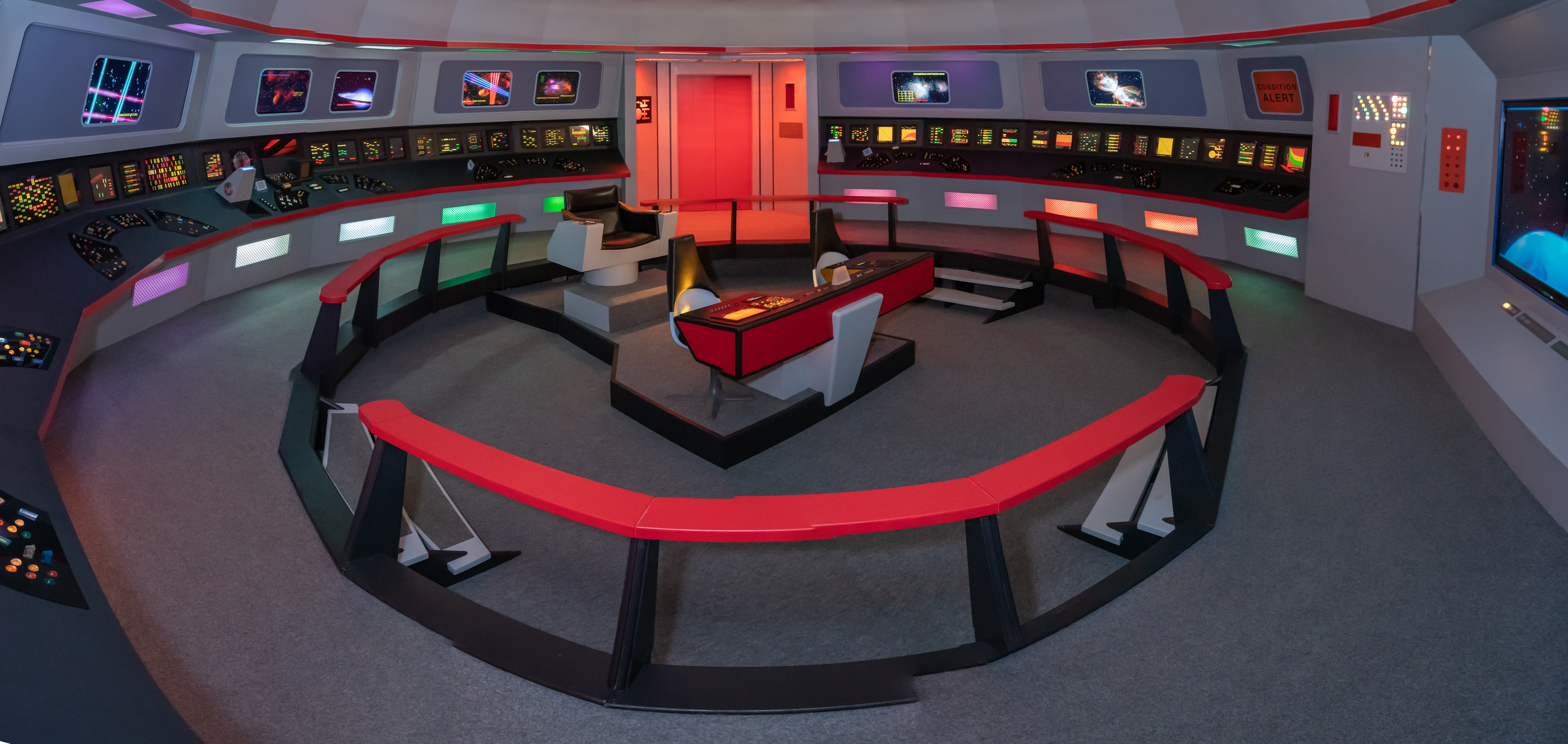
Salle de contrôle du vaisseau spatial Enterprise de Star Trek (1966).
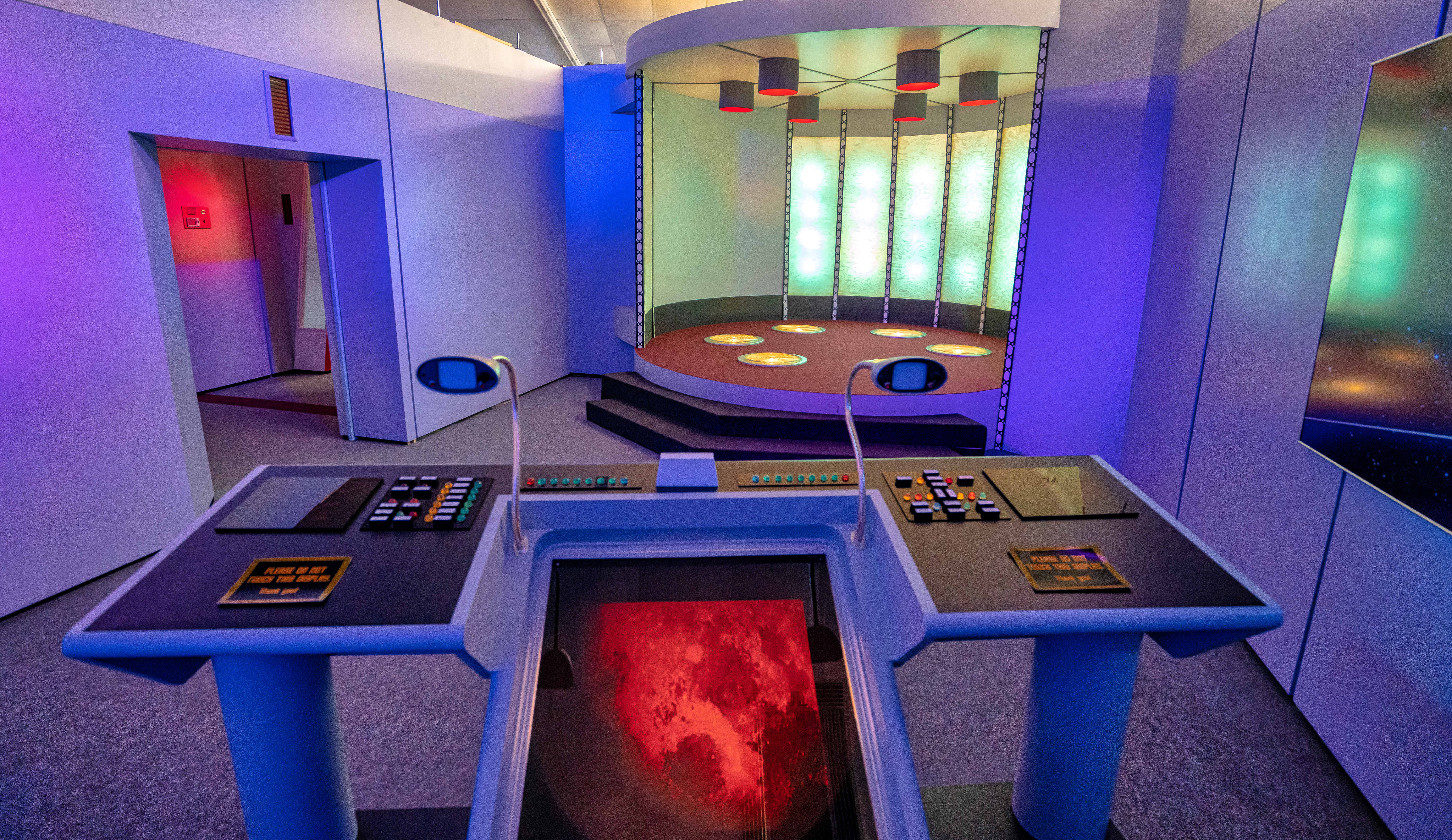
Téléporteur d'Enterprise de Star Trek.

DeLorean et train Jules Verne, de voyage dans le temps, de Retour vers le futur (trilogie)
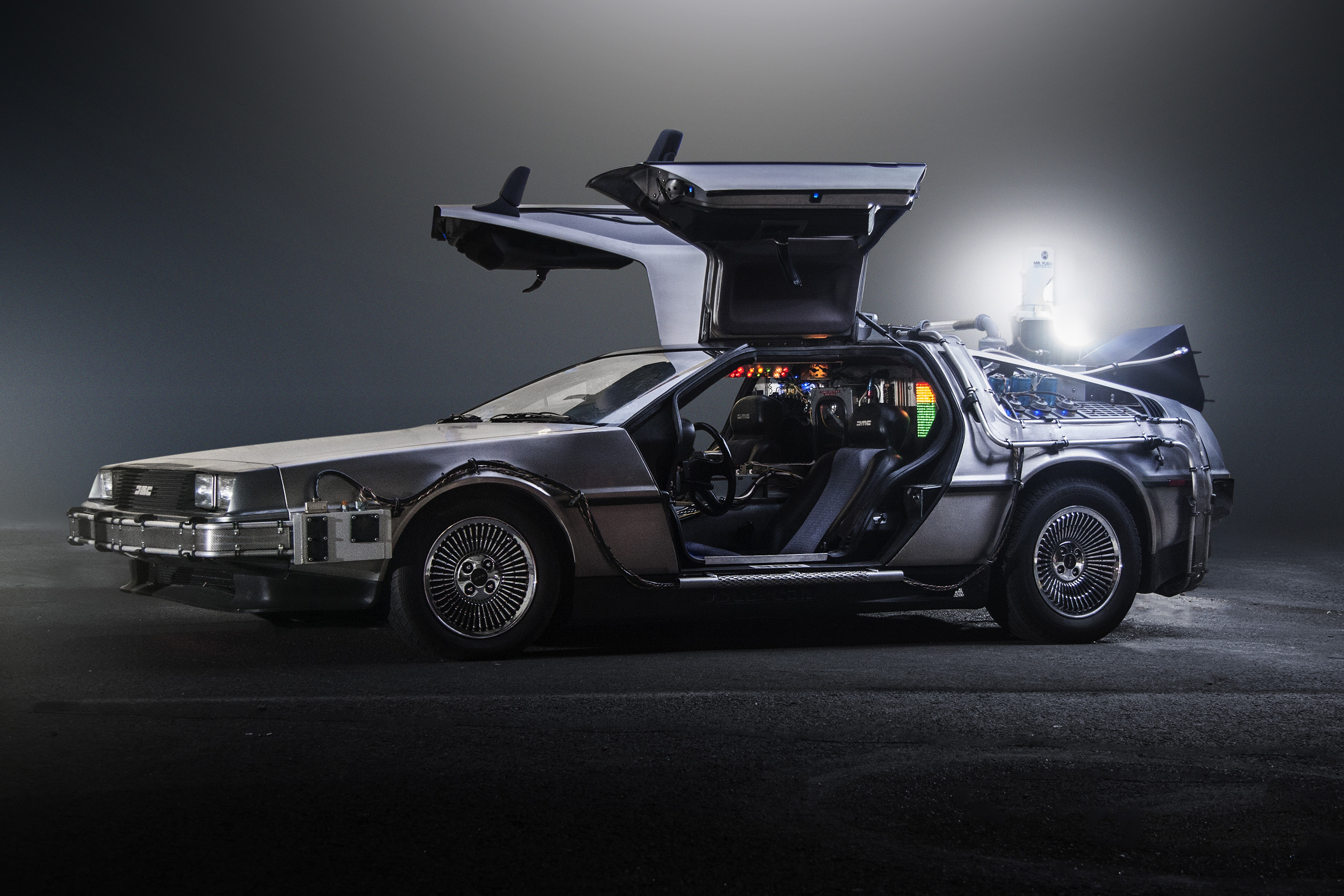
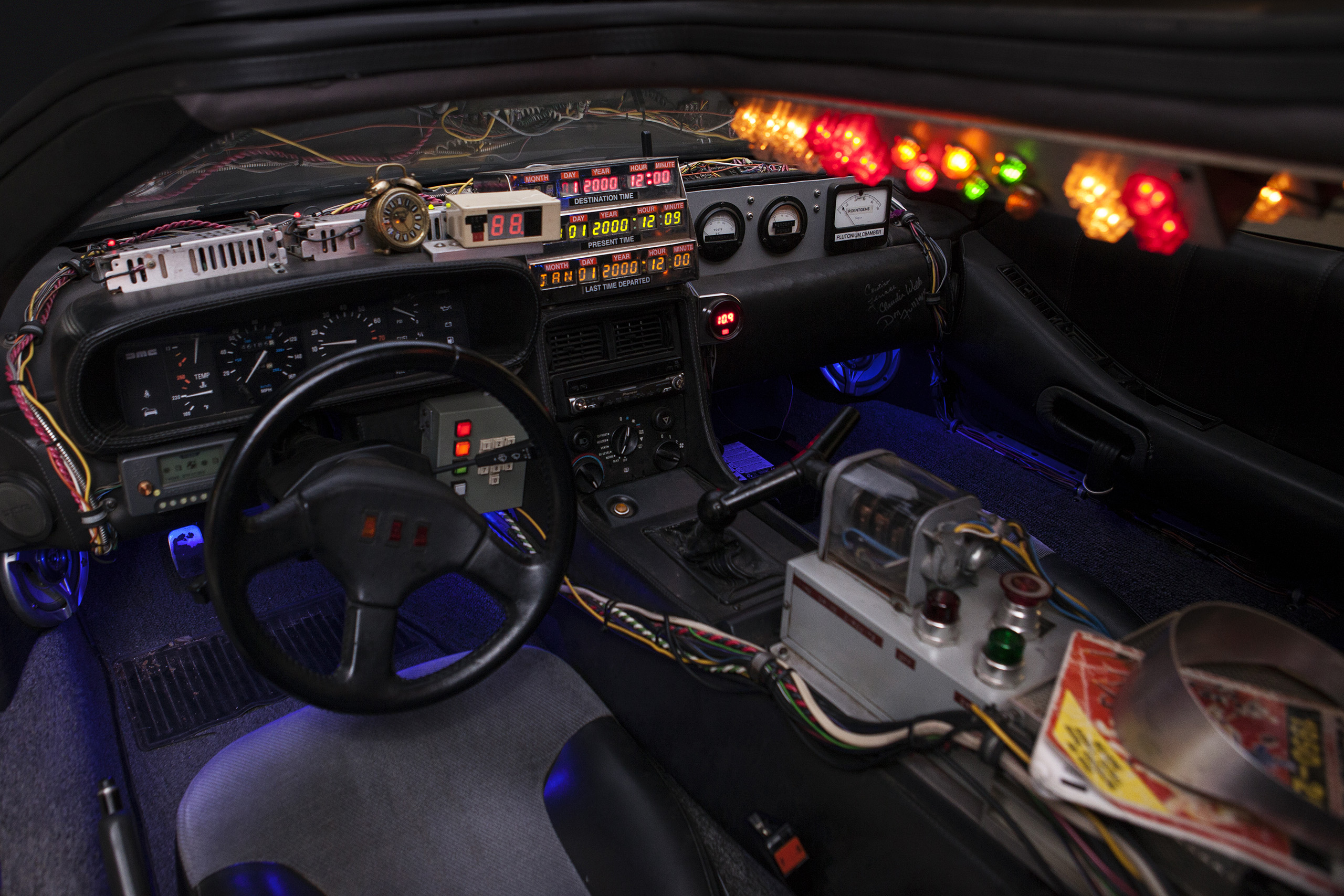
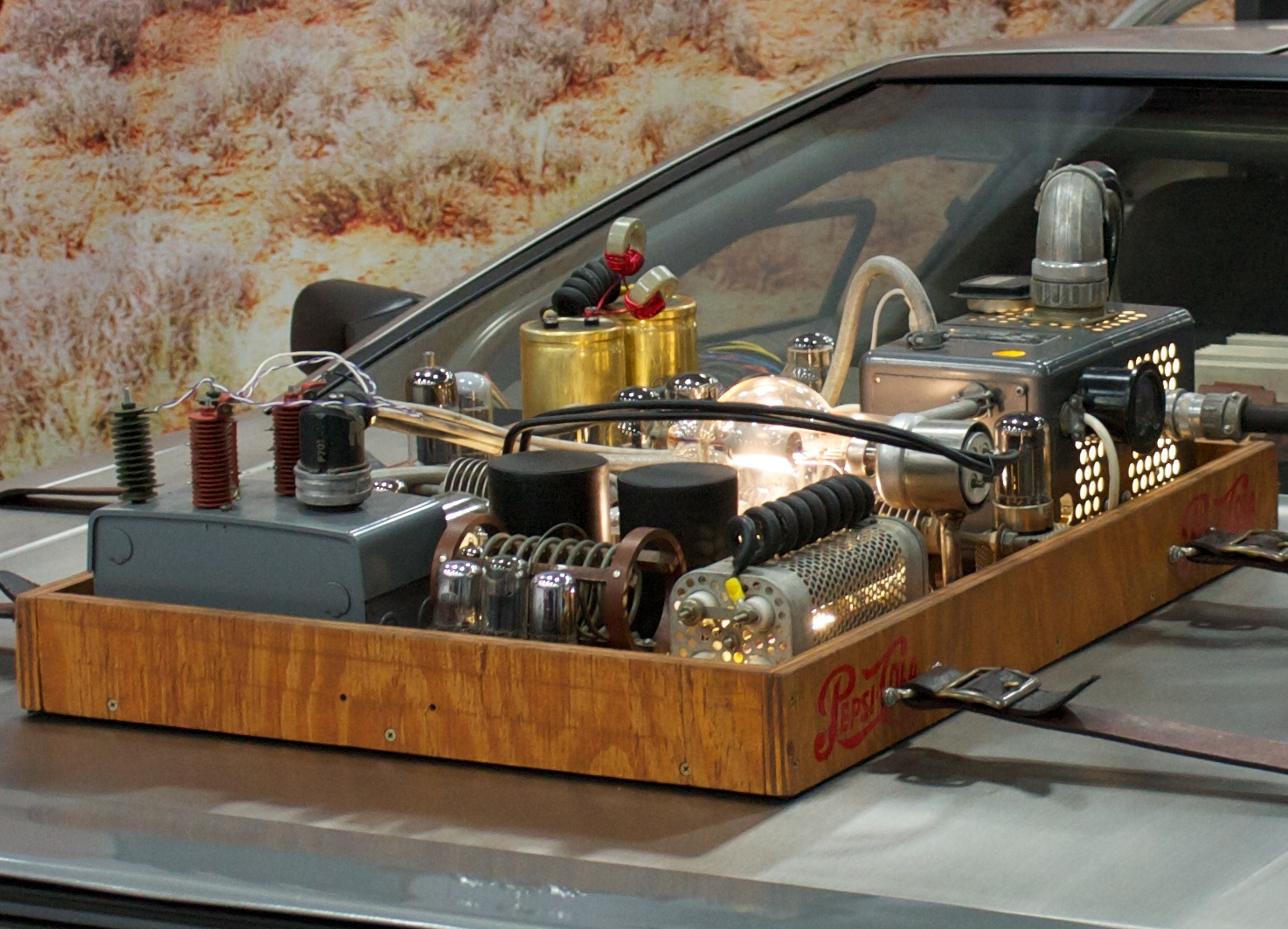
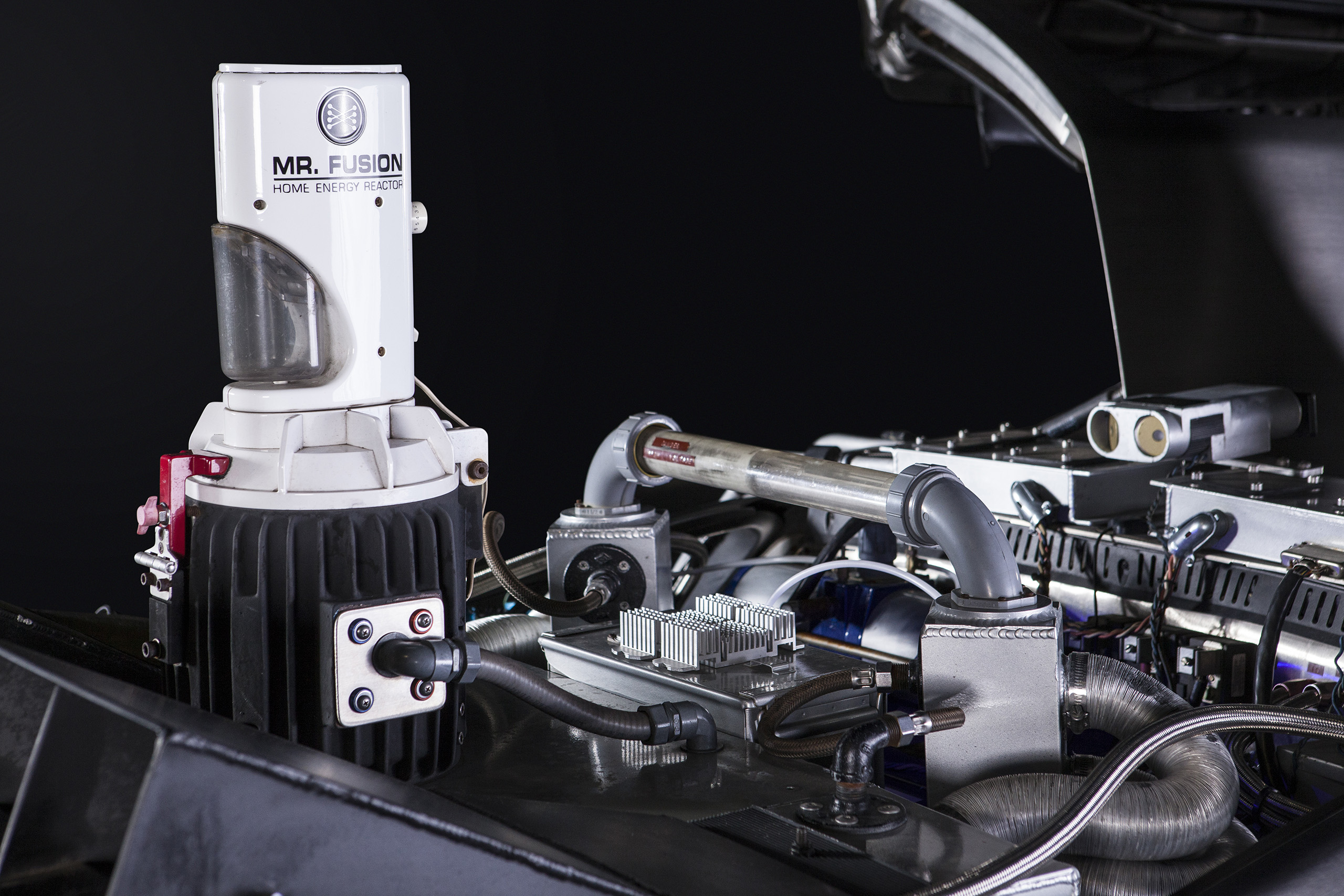
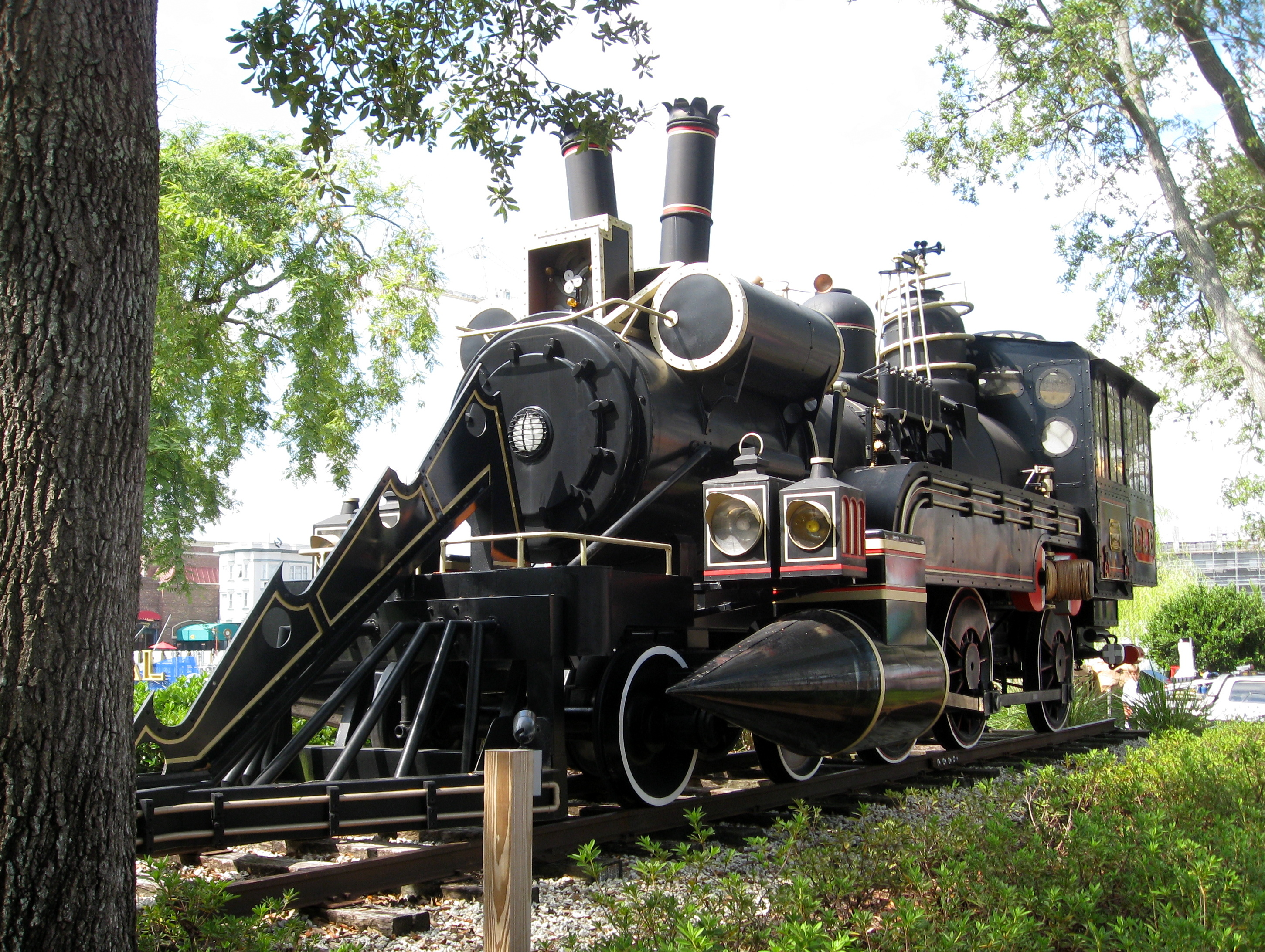

## Jeux vidéo
Quelques jeux vidéo sont fortement inspirés du thème rétro-futuriste, dont :
- 2000 : Crimson Skies est un exemple de rétrofuturisme basé sur des aéronefs des années 1930. Des pirates dominent le ciel d'Amérique du nord avec des avions et des zeppelins, dans une ère d' avions à hélices.
- 2002 : Rétrofutur
- 2007 : BioShock est un jeu se déroulant dans les années 1950, et est un parfait exemple de ce qu'est le rétro-futurisme : l'idée même d'une cité sous-marine, les bâtiments aux styles arrondis, la machinerie imposante en cuivre, certains ennemis dans d'énormes scaphandres et la mentalité d'une société américaine des années 1950, tout cela allié à une technologie inexistante à l'époque et parfois même encore aujourd'hui ainsi que l'introduction d'un produit appelé « plasmide » donnant des pouvoirs surnaturels.
- 2008 : Fallout 3 (et ses prédécesseurs dont Fallout en 1997) est un jeu qui, bien que situé dans l'année 2277, est comme la manifestation de la paranoïa de la guerre nucléaire des années 1950. Diverses caractéristiques et la conception des éléments architecturaux sont d'excellents exemples de dessins de l'« ère spatiale » des années 1950 : les voitures, les objets tel que les armes, les affiches et de nombreux bâtiments du jeu.
- 2011 : Cosmic Patrol.